# Adam Bark
Adam Count Leon Bark, född 26 september 2000, är en svensk fotbollsspelare som spelar för Örebro SK.

## Karriär
Adam Bark inledde karriären i Rynninge IK. Under ungdomsåren representerade han flera klubbar i Örebro och 14 år gammal debuterade han också för IK Sturehov i division 4. Efter säsongsslutet skrev han på för stadens stora klubb, Örebro SK.
A-lagsdebuten i Örebro SK kom den 22 januari 2017, då en 16-årig Bark fick chansen från start i träningsmatchen mot IK Sirius. Debuten blev succéartad då han bara behövde 25 minuter på sig för att göra sitt första mål i ÖSK-tröjan. Knappt två år senare, inför den allsvenska säsongen 2019, flyttades Bark också upp från ÖSK:s U19-lag till A-laget.
Den allsvenska debuten kom i mötet med BK Häcken den 14 juli 2019. Adam Bark fick då göra ett inhopp under matchens avslutande minuter. Några mer allsvenska matcher blev det dock inte under säsongen. Efter säsongens slut meddelade Örebro SK istället att Barks kontrakt med klubben inte skulle förlängas.
Kort efter att kontraktet med ÖSK löpt ut skrev Bark på ett tvåårskontrakt med Motala AIF, nykomling i division 1 södra. I januari 2023 blev han klar för en återkomst i Örebro SK.

## Karriärstatistik
| Klubb              | Säsong             | Liga                      | Liga    | Liga | Nationell cup | Nationell cup | Totalt  | Totalt |
| Klubb              | Säsong             | Division                  | Matcher | Mål  | Matcher       | Mål           | Matcher | Mål    |
| ------------------ | ------------------ | ------------------------- | ------- | ---- | ------------- | ------------- | ------- | ------ |
| IK Sturehov        | 2015               | Division 4                | 8       | 3    | 0             | 0             | 8       | 3      |
| Örebro SK          | 2019               | Allsvenskan               | 1       | 0    | 0             | 0             | 1       | 0      |
| Motala AIF         | 2020               | Ettan Södra               | 28      | 5    | 0             | 0             | 28      | 5      |
| Motala AIF         | 2021               | Division 2 Södra Svealand | 27      | 14   | 0             | 0             | 27      | 14     |
| Motala AIF         | 2022               | Ettan Norra               | 27      | 11   | 0             | 0             | 27      | 11     |
| Motala AIF         | Totalt             | Totalt                    | 82      | 30   | 0             | 0             | 82      | 30     |
| Örebro SK          | 2023               | Superettan                | 0       | 0    | 0             | 0             | 0       | 0      |
| Totalt i karriären | Totalt i karriären | Totalt i karriären        | 91      | 33   | 0             | 0             | 91      | 33     |